# Amaterasu-Teilchen
Das Amaterasu-Teilchen war ein extrem energiereiches Teilchen der kosmischen Strahlung, das am 27. Mai 2021 von Fly's Eye, einem Detektor der University of Utah, registriert wurde. Mit der Energie 2,3 · 1020 eV war es nach dem Oh-My-God-Teilchen von 1991 der energiereichste bis dahin entdeckte Partikel. Das Teilchen wurde nach Amaterasu, einer die Sonne personifizierenden Shintō-Gottheit benannt. Die Beobachtung wurde am 23. November 2023 in der Wissenschaftszeitschrift Science publiziert.
Fly's Eye (englisch „Fliegenauge“), ein von der University of Utah in Kooperation mit der Universität Tokio betriebenes Experiment, ist eine nach den Prinzip eines Fliegenauges aus 507 Einzeldetektoren aufgebaute quadratische Anordnung auf einer Fläche von 700 Quadratkilometern und in einer Höhe von über 1200 Metern, außerhalb der Stadt Delta in der westlichen Wüste von Utah. Beim Eindringen des energiereichen Teilchens in die Erdatmosphäre kollidierte es dort mit deren Atomen und Molekülen und löste dadurch einen Schauer aus Milliarden von Sekundär-Teilchen aus. Diese wurden von 23 Detektoren im Nordwesten der Anlage registriert, die eine Fläche von 48 Quadratkilometer einnehmen. Aus den Messergebnissen dieser Ereignisse wurden die Energie und Flugrichtung des Amaterasu-Teilchen rekonstruiert.
Die Richtung des Eintreffens des Teilchens weist in die Lokale Leere, ein weitgehend materiefreies Gebiet außerhalb der Lokalen Gruppe von Galaxien, zu der auch die Milchstraße gehört. Da es dort keine bekannten Objekte oder Ereignisse gibt, die Teilchen mit einer derart hohen Energie erzeugen, bleibt der Ursprung des Amaterasu-Teilchens ebenso wie der des mit 3,2 · 1020 eV noch energiereicheren Oh-My-God-Teilchens bis auf Weiteres ungeklärt. Derartige Teilchen sind einerseits zu energiereich, um galaktischen Ursprungs zu sein, die maximale Entfernung der Entstehung ist andererseits durch den GZK-Cutoff beschränkt: durch relativistische Effekte der sich sehr nah der Lichtgeschwindigkeit bewegenden Teilchen beginnen diese, mit den Photonen der kosmischen Hintergrundstrahlung zu wechselwirken.